# مارک بیرچام
مارک بیرچام (انگلیسی: Marc Bircham؛ زادهٔ ۱۱ مهٔ ۱۹۷۸) بازیکن فوتبال اهل کانادا است.
از باشگاه‌هایی که در آن بازی کرده‌است می‌توان به باشگاه فوتبال کویینز پارک رنجرز، باشگاه فوتبال یئوویل تاون، باشگاه فوتبال میلوال، و باشگاه فوتبال آیلزبری یونایتد اشاره کرد.
وی همچنین در تیم ملی فوتبال کانادا بازی کرده‌است.